# Mike Katz
Michael Katz (* 14. November 1944 in New Haven, Connecticut) ist ein US-amerikanischer Bodybuilder, der durch seinen gemeinsamen Auftritt mit Arnold Schwarzenegger in dem Bodybuilding-Film Pumping Iron bekannt wurde.

## Leben
Vor seiner Karriere als Bodybuilder war Katz Footballspieler des Teams der Southern Connecticut State University und bei den New York Jets, bevor ihn eine Verletzung im Jahr 1968 zum Aufhören zwang. Zu Wettkampfzeiten als Bodybuilder war er 6 Fuß, 1 Zoll (185 cm) groß und hatte ein Wettkampfgewicht von 230 lb (104 kg). Er besitzt mehrere Fitnessstudios in Connecticut, wo er professionelle Bodybuilder trainiert.

## Zitat
“I want to be bigger than everybody else, but I wouldn't want to be so big that people can't accept it. For instance, if you come in with 30-inch-arms, even your own peers aren't going to accept that. I wouldn't want to be that way. I wouldn't want to infinitely become unreal.”

„Ich möchte größer sein als alle anderen, aber ich möchte nicht so groß sein, dass die Menschen es nicht akzeptieren können. Wenn du du zum Beispiel mit Armen von 30 Zoll [76 cm] ankommst, werden das selbst deine eigenen Kollegen nicht akzeptieren. So würde ich nicht sein wollen. Ich würde nicht grenzenlos unecht werden wollen.“

## Titel
- 1964: AAU Teen Mr. America 4ter
- 1964: AAU Teen Mr. America Most Muscular, 5ter
- 1969: IFBB Mr. America Tall, Zweiter Platz
- 1970: IFBB Mr. America Tall & Overall
- 1970: AAU Mr. East Coast Tall & Overall
- 1971: IFBB Universe  Tall, dritter
- 1972: IFBB Mr. International Tall, Zweiter Platz
- 1972: IFBB Mr. World Overall
- 1972: IFBB Universe Tall
- 1973: IFBB Universe Tall, dritter
- 1974: IFBB Mr. International Tall, Zweiter Platz
- 1975: IFBB Universe Tall, 4ter
- 1976: Mr. Olympia Heavyweight, Zweiter Platz
- 1980: NBA Natural Mr. America Professional, 4ter
- 1980: IFBB World Pro Championships ohne Platzierung
- 1981: Mr. Olympia 15ter